# Open Software Foundation
Open Software Foundation - organizacja założona przez firmy Apollo, DEC, Hewlett-Packard, IBM, Bull, Nixdorf, Philips, Siemens oraz Hitachi w 1988 w celu utworzenia otwartego standardu systemu operacyjnego Unix. W 2006 połączyła się z konsorcjum X/Open Company, tworząc The Open Group.